# Comarca de Naviraí
A Comarca de Naviraí  é uma comarca brasileira localizada no município de Naviraí, no estado de Mato Grosso do Sul, a 350 quilômetros da capital.

## Generalidades
Sendo uma comarca de segunda entrância, tem uma superfície total de 3,2 mil km², o que totaliza aproximadamente 1% da superfície total do estado. A povoação total da comarca é de 50 mil habitantes, aproximadamente 2% do total da povoação estadual, e a densidade de povoação é de 15 habitantes por km².
A comarca inclui apenas o município de Naviraí. Limita-se com as comarcas de Fátima do Sul, Caarapó, Iguatemi, Itaquiraí.
Economicamente possui PIB R$ 780 740 000,00 e PIB per capita de R$ 16 842,64
A Comarca de Naviraí foi criada em 29 de novembro de 1973, dez anos após a criação do município. As bênçãos de suas instalações pelo então bispo de Dourados Dom Teobaldo Leitz (Ordem Franciscana Menor). Foi instalada em 11 de janeiro de 1975, no prédio destinado ao fórum da comarca na Praça Filinto Muller. O primeiro magistrado foi Dr Frederico Galembock empossado em 17 de fevereiro de 1975 às 14 horas. Em 15 de janeiro de 2009 às 16 horas foi inaugurado o prédio atual do Fórum.